# 水稻土
水稻土是指在原自然土壤的基础上，经人为耕种、淹水种植稻谷而新形成的土壤。一般水稻土的腐殖质的含量较高，呈现黑色；一般其保水、保肥能力较好，适合耕种稻谷。但耕种稻谷时水份高的水稻土中的部份腐殖质等会被细菌分解为甲醇。